# Romaric
Christian Koffi N’Dri (* 4. Juni 1983 in Abidjan), bekannt unter seinem Künstlernamen Romaric, ist ein ehemaliger ivorischer Fußballspieler, der mit seinem Land an der Fußball-Weltmeisterschaft 2006 teilnahm.

## Karriere

### Verein
Romaric spielte in der Jugend und zu Beginn seiner Profi-Zeit beim ASEC Mimosas, ehe er während der Saison 2003/04 zum KSK Beveren wechselte und dort zum Liebling der Fans wurde. 2005 suchte der Mittelfeldspieler eine neue Herausforderung und wechselte zu Le Mans UC 72 in die französische Ligue 1. Kurz nach seinem Wechsel nach Frankreich wurde Romaric bei einem Autounfall schwer verletzt und konnte lange Zeit nicht zum Einsatz kommen.
Zur Saison 2008/09 wechselte er zum FC Sevilla.
Zur Saison 2011/12 wechselte er leihweise zu Espanyol Barcelona, ehe er sich nach einem Jahr endgültig vom FC Sevilla trennte und sich Real Saragossa anschloss. Nachdem er zwei Jahre beim SC Bastia war, wechselte er 2015 nach Omonia Nikosia. Hier spielte er eine Saison und ging dann zum indischen Verein NorthEast United FC in die Indian Super League. Nach der Saison 2016 beendete er hier seine Karriere.

### Nationalmannschaft
Durch seine Vielseitigkeit und seine beeindruckende Physis empfahl sich Romaric auch für die ivorische Nationalmannschaft. Sein erstes Länderspiel bestritt der damals 22-jährige am 17. August 2005 gegen Frankreich. Er spielte bereits neunmal für sein Land (Stand: September 2006). Der Mittelfeldspieler nahm sowohl an der Fußball-Afrikameisterschaft 2006, als auch an der Fußball-Weltmeisterschaft im selben Jahr teil. Bei der WM kam Romaric auf einen Einsatz. Bei der 2:1-Niederlage gegen die Niederlande stand er in der Startelf und wurde in der 62. Minute ausgewechselt.

## Erfolge
- Spanischer Pokalsieger: 2010